# لوديفين سانيي
لوديفين سانيي (بالفرنسية: Ludivine Sagnier) (و. 1979 – م) هي ممثلة، وعارضة من فرنسا. ولدت في سان كلو.

## جوائز
حصلت على جوائز منها:
- جائزة رومي شنايدر.

## روابط خارجية
- لوديفين سانيي على موقع IMDb (الإنجليزية)
- لوديفين سانيي على موقع ميتاكريتيك (الإنجليزية)
- لوديفين سانيي على موقع روتن توميتوز (الإنجليزية)
- لوديفين سانيي على موقع مونزينجر (الألمانية)
- لوديفين سانيي على موقع قاعدة بيانات الأفلام العربية
- لوديفين سانيي على موقع ألو سيني (الفرنسية)
- لوديفين سانيي على موقع ميوزك برينز (الإنجليزية)
- لوديفين سانيي على موقع تيرنر كلاسيك موفيز (الإنجليزية)
- لوديفين سانيي على موقع أول موفي (الإنجليزية)
- لوديفين سانيي على موقع قاعدة بيانات الأفلام السويدية (السويدية)